# Lijst van voetbalinterlands Curaçao - Mexico
Deze lijst van voetbalinterlands is een overzicht van alle officiële voetbalwedstrijden tussen de nationale teams van Curaçao en Mexico. De landen speelden tot op heden een keer tegen elkaar. Dat was een groepswedstrijd tijdens de CONCACAF Gold Cup 2017 op 17 juli 2017 in San Antonio (Verenigde Staten).

## Wedstrijden
| № | Plaats      | Datum        | Competitie             | Wedstrijd        | Uitslag |
| - | ----------- | ------------ | ---------------------- | ---------------- | ------- |
| 1 | San Antonio | 17 juli 2017 | CONCACAF Gold Cup 2017 | Curaçao − Mexico | 0 − 2   |

## Samenvatting
| Competitie        | Totaal gespeeld | Winst Curaçao | Gelijk | Winst Mexico | Doelsaldo Curaçao – Mexico |
| ----------------- | --------------- | ------------- | ------ | ------------ | -------------------------- |
| CONCACAF Gold Cup | 1               | 0             | 0      | 1            | 0 − 2                      |
| Totaal            | 1               | 0             | 0      | 1            | 0 − 2                      |

Wedstrijden bepaald door strafschoppen worden, in lijn met de FIFA, als een gelijkspel gerekend.